# رایتز
رایتز (انگلیسی: Rail India Technical and Economic Service) شرکت مهندسی هندی است، که در سال ۱۹۷۴ تأسیس شد.